# Leucania noacki
Leucania noacki är en fjärilsart som beskrevs av Charles Boursin 1967. Leucania noacki ingår i släktet Leucania och familjen nattflyn. Inga underarter finns listade i Catalogue of Life.